# Chris Noth
Christopher David "Chris" Noth (Madison, Wisconsin, 13 de noviembre de 1954) es un actor estadounidense conocido por haber interpretado a Mike Logan en Law & Order, a Mr. Big en Sex and the City y a Peter Florrick en The Good Wife.

## Biografía

### Primeros años
Noth, el menor de tres hijos, nació en Madison, Wisconsin, hijo de Jeanne Parr, una reportera, y Charles Noth, un vendedor de seguros. Su padre murió cuando Noth tenía once años. Durante su niñez, viajó con su madre y hermanos por el Reino Unido, Yugoslavia y España.
Noth estudió en el Marlboro College en Vermont. Posteriormente, obtuvo una Maestría en Bellas Artes en la Yale School of Drama (Escuela de Drama de Yale), donde fue alumno de Sanford Meisner.

### Carrera
Noth realizó su debut cinematográfico en 1988 en Jakarta. Tuvo papeles pequeños en filmes como Smithereens y Baby Boom y en series de televisión como Hill Street Blues y Another World. En 1988 interpretó a Mike Logan en el episodio piloto de la serie Law & Order. En 1990, NBC empezó a transmitir la serie. Noth abandonó la serie en 1995. Posteriormente, interpretaría a Logan nuevamente en la película Exiled: A Law & Order Movie. 
En 1998, Noth obtuvo el papel de "Mr. Big" en la serie de HBO Sex and the City, el cual interpretó durante seis años. Durante este periodo, también tuvo un papel pequeño en el filme Náufrago y actuó en una producción de Broadway de la obra The Best Man. En 2001, interpretó a un agente del FBI en varios episodios de Crossing Jordan. En 2005, Noth volvió a interpretar a Mike Logan, esta vez en Law & Order: Criminal Intent, como invitado especial en un episodio de la cuarta temporada. Durante la quinta temporada, Noth obtuvo un papel recurrente en la serie. En junio de 2008, se anunció que Noth abandonaría la serie.
En 2008, Noth repitió su papel como "Mr. Big" en la película Sex and the City. En 2009, comenzó a trabajar en la serie The Good Wife, interpretando a Peter Florrick, el esposo de Alicia Florrick, el personaje principal de la serie.
En 2017 interpretó a Don Ackerman en la serie Manhunt: Unabomber.

### Vida personal
Noth conoció a su mujer, la actriz Tara Lynn Wilson, mientras trabajaba en el bar en The Cutting Room. La pareja comenzó a salir en 2002. Su hijo, Orion Christopher Noth, nació en enero de 2008. Se casaron el 6 de abril de 2012. En septiembre de 2019 confirmaron que esperaban un segundo hijo, el cual nació el 18 de febrero de 2020 bajo el nombre de Keats.

## Filmografía
- The Equalizer (2021, serie de TV)
- Manhunt: Unabomber (2017, serie de TV)
- After the Ball (2015)
- Elsa & Fred (2014)
- Lovelace (2013)
- Titanic: sangre y acero (2012, serie de TV)
- Justice League: Crisis on Two Earths (2010, directo para video, voz)
- Sex and the City 2 (2010)
- Tooth Fairy (2010)
- The Good Wife (2009, serie de TV)
- My One and Only (2009)
- Frame of Mind (2008)
- Sex and the City (2008)
- The Perfect Man (2005)
- Law & Order: Criminal Intent (2005-2008, serie de TV)
- Tooth Fairy (2004, cortometraje)
- Mr. 3000 (2004)
- Bad Apple (2004, telefilme)
- This Is Your Country (2003, telefilme)
- Julio César (2002, miniserie)
- Searching for Paradise (2002)
- The Glass House (2001)
- The Judge (2001, telefilme)
- Doble contratiempo (2001)
- Náufrago (2000)
- The Acting Class (2000)
- Pigeonholed (1999)
- A Texas Funeral (1999)
- The Confession (1999)
- Getting to Know You (1999)
- Exiled: A Law & Order Movie (1998, telefilme)
- The Broken Giant (1998)
- Sex and the City (1998-2004, serie de TV)
- Medusa's Child (1997, telefilme)
- Cold Around the Heart (1997, telefilme)
- The Deli (1997)
- Rough Riders (1997, miniserie)
- Born Free: A New Adventure (1996, telefilme)
- Abducted: A Father's Love (1996, telefilme)
- Nothing Lasts Forever (1995, telefilme)
- Burnzy's Last Call (1995)
- Where Are My Children? (1994, telefilme)
- In the Shadows, Someone's Watching (1993, telefilme)
- Naked in New York (1993)
- Law & Order (1990-1995, serie de TV)
- Jakarta (1988)
- Baby Boom (1987)
- I'll Take Manhattan (1987, miniserie)
- At Mother's Request (1987, telefilme)
- Apology (1986, telefilme)
- Off Beat (1986)
- Killer in the Mirror (1986, telefilme)
- Another World (1984, serie de TV)
- Smithereens (1982)
- Waitress! (1982)
- Cutter's Way (1981)